# Kasteel Nijenborgh
Kasteel Nijenborgh, bekend als Huis Op de Biest, is gelegen in de Nederlands-Limburgse gemeente Weert. De vijftiende-eeuwse waterburcht was het hoofdverblijf van de graven van Horn. Het werd in 1702 verwoest tijdens een beleg in de Spaanse Successieoorlog. Op een deel van de ruïne werd het herenhuis Op de Biest gebouwd.

## Beschrijving van het kasteel
Het kasteel is een ruïne van de tussen 1455 en 1461 door Jacob I van Horne gebouwde burcht. Deze burcht was de zetel van de heren van Weert, de graven van Horn, en bestond uit een hoofdburcht en een, eveneens 15e-eeuwse, voorburcht. De hoofdburcht was gelegen op een dubbel omgracht terrein en had een rechthoekig grondplan van circa 75x60 meter met een ommuurde binnenplaats. Op de hoekpunten lagen vier torens, waarvan op de noord- en zuidhoek twee forse vierkante torens met hoge spitsen en laatgotische architectuur, met grote ramen, arkeltorentjes, dakkapellen en een traptoren, en twee kleinere ronde torens op de beide andere hoeken. Het had een grote, zeer hoge woonvleugel met trapgevels, die was geplaatst tegen een van de lange zijden, een poortgebouw en voor het overige was het gesloten door een kasteelmuur.
Het kasteel werd verwoest in 1702 tijdens de Spaanse Successieoorlog bij het beleg van Weert. Hetgeen er overbleef waren de restanten van de hoektorens, de ommuring en delen van het poortgebouw in de voorburcht.
Op de fundamenten van de vierkante zuidelijke toren werd in 1841 het huidige herenhuis Op de Biest gebouwd. De ronde oostelijke toren werd in de 19e eeuw nog verhoogd.

## Geschiedenis en bewoners
De heren van Horn die hun stamslot hadden in Horn, behoorden tot de voornaamste adel in de Nederlanden. Toen ze vanaf de 12e eeuw het voogdijschap over Weert verwierven, besloten ze om hun zetel te verplaatsen naar die stad en bouwden hiervoor de Aldenborgh. Omdat dit kasteel in 1455 niet meer aan de eisen van die tijd voldeed werd besloten om een nieuwe burcht te bouwen. Het verrees op enkele honderden meters van de Aldenborgh, tegen de stadsomwalling van Weert en ze noemden dit de Nijenborgh (Nieuwe Burcht). De Aldenborgh werd in 1461, toen de nieuwe burcht klaar was, geschonken aan de Minderbroeders.
De eerste bewoner van de Nijenborgh was Jacob I van Horne, die in 1450 op Kruistocht was geweest in het Heilige Land. Als beloning hiervoor werd hij tot ridder geslagen door Frederik III en mocht hij voortaan de titel "Graaf van Horn" dragen. Een van zijn zonen, Jan van Horne geboren in 1458, werd de latere prins-bisschop van Luik. Een andere zoon, Jacob II van Horne, werd in 1472 zijn opvolger als heer van Weert en graaf van Horne. Jacob I nam toen zijn intrek bij Minderbroeders in de Aldenborgh.

### Filips van Montmorency

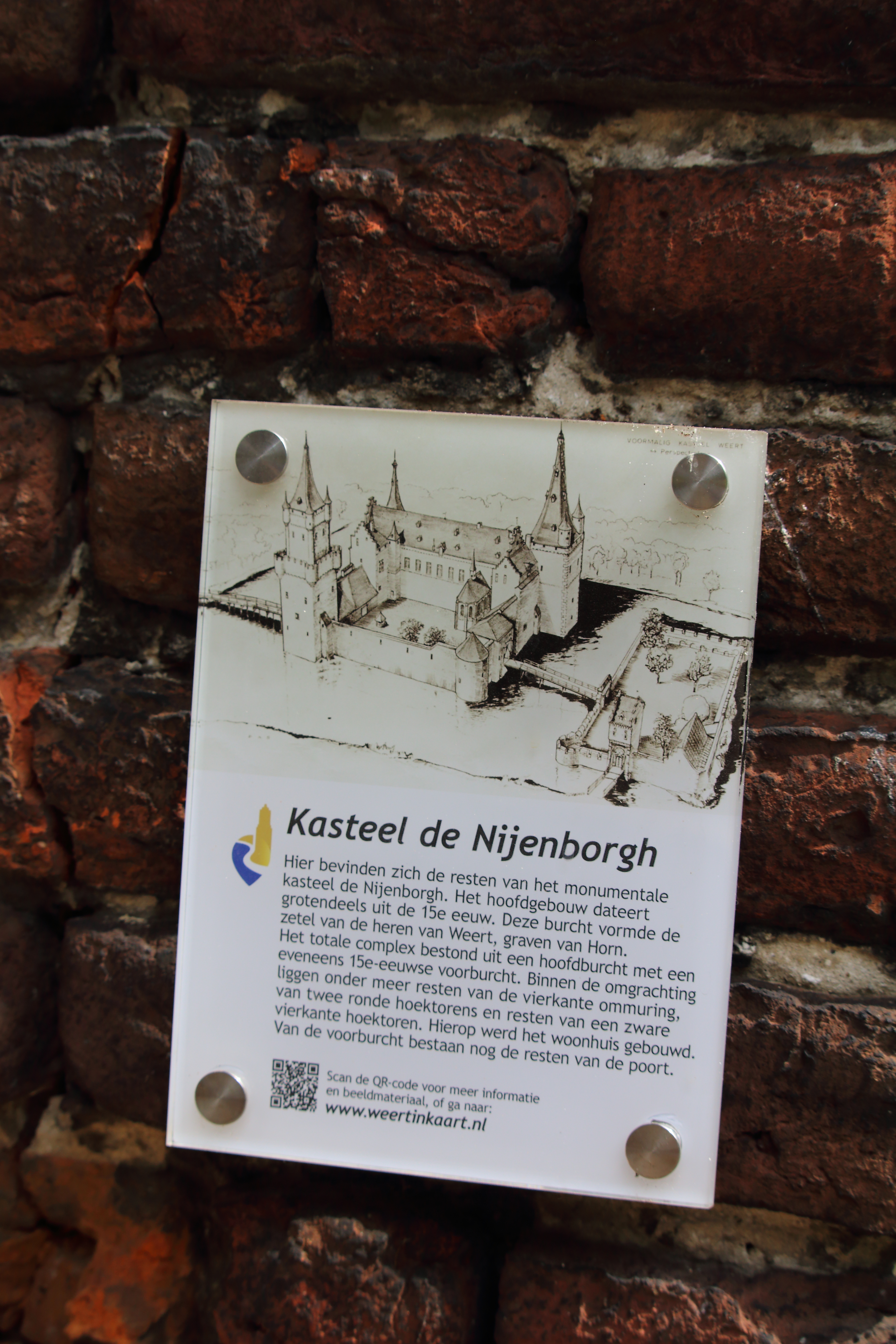

De meest bekende nazaat van de van Hornes was Filips van Montmorency. Hij was de zoon van Jozef van Montmorency, graaf van Nevele en was in zijn jonge jaren eerst page, later kamerheer aan het hof van keizer Karel V. Zijn moeder Anna van Egmont, hertrouwde met Jan van Horne (1480-1540). Filips werd in 1540 door een beschikking van zijn stiefvader eigenaar van de Nijenborgh, het graafschap Horne en de heerlijkheden Heusden, Altena en Weert naliet. Hij was gehuwd met Walburgis van Nieuwenaer, een welgestelde edelvrouw. Hij maakte snel carrière, in 1555 stadhouder (legeraanvoerder) van Gelre en in 1556 Ridder in de Orde van het Gulden Vlies. In 1558 volgde hij Maximiliaan II van Bourgondië op als admiraal van de Nederlanden en in 1559 was hij admiraal-generaal van de Spaanse vloot en begeleidde hij in die functie Filips II naar Spanje. Door zijn grote successen werd hij benoemd tot lid van de Raad van State. In deze hoedanigheid behoorde hij later, samen met Willem van Oranje, Lamoraal van Egmont en Brederode, tot de kopstukken van het verzet tegen het beleid van de kardinaal Antoine Perrenot Granvelle, bisschop van Atrecht, die de inquisitie (vervolging van de protestanten) invoerde in Vlaanderen. Filips II stuurde in 1566 de hertog van Alva naar de Nederlanden om orde op zaken te stellen na de Beeldenstorm. Willem van Oranje ontvluchtte hierop Brussel; Egmont en Horne besloten niet te vluchten. Alva liet vrijwel direct na zijn aankomst de graven Egmont en Horne arresteren. Op 5 juni 1568 werden beide edellieden onthoofd op de Grote Markt van Brussel. Filips van Montmorency werd begraven in de Sint-Martinuskerk in Weert. De titel Graaf van Horne ging over op zijn jongere broer Floris die echter in 1570 ook om het leven werd gebracht na een missie van de Spaanse koning.
Opvolgers van de van Hornes als heren van Weert werden de prinsen van Chimay uit Henegouwen.

### Oorlogsgeweld en verwoesting
De onthoofding van Egmont en Horne werd het definitieve sein voor de Nederlandse opstand. Tijdens deze Tachtigjarige Oorlog werd Kasteel Nijenborgh meerdere malen belegerd, afwisselend door de Spaanse en Staatse troepen. Zo veroverde Willem van Oranje in 1578 het kasteel, en werd het nauwelijks drie maanden later in februari 1579 weer door de Hertog van Parma heroverd.
Bij archeologisch onderzoek in 2018/2019 door de Vrije Universiteit Amsterdam, werden loden musketkogels en de skeletten gevonden van vier militairen uit de Tachtigjarige Oorlog. Het is onduidelijk of de vondsten te maken hebben met gevechtshandelingen. Mogelijk zijn de kogels gebruikt bij schietoefeningen. De skeletten kunnen de overblijfselen zijn van vier van de zestien Spaanse soldaten, die in 1579 zijn opgehangen in de vensters van het kasteel.
Het kasteel werd in 1702 tijdens de Spaanse Successieoorlog vrijwel geheel verwoest door de troepen van de hertog van Marlborough, John Churchill (voorvader van Winston Churchill). Alleen de ruïne van de toegangspoort van de voorburcht en resten van enkele hoektorens getuigen nu nog van de aanwezigheid van dit kasteel.

### Van ruïne tot buitenplaats
Na de verwoesting bleef het kasteel nog wel in bezit van de prinsen van Chimay, maar werd het niet meer door hen herbouwd. Het raakte verder in verval omdat deze eigenaars er zich nauwelijks om bekommerden en liever in hun kastelen in Henegouwen verbleven.
In 1841 werd de ruïne aangekocht door Louis Beerenbroek, voormalig burgemeester van Weert. Hij liet op de oostelijke torenresten een geheel nieuw herenhuis bouwen dat de naam kreeg "Huis Op de Biest".
Na het overlijden van Beerenbroek werd het huis verkocht aan de Weertse burgemeestersfamilie Coenen. Vanaf 1918 werd het huis meerdere malen verkocht en door de families Mathijsen en Wolterbeek bewoond. In 1923 werd het kasteel geveild en kwam het in bezit van de familie Scheijmans. Deze vestigde een houthandel op het voorterrein.
2018 Werd door de gemeente Weert uitgeroepen tot Van Hornejaar. Er werden niet alleen heel wat evenementen georganiseerd, maar ook diverse plannen gemaakt om de binnenstad te verfraaien. Een van de wensen was om de houthandel uit de binnenstad te halen en rond het kasteel een stadspark aan te leggen. Op 1 januari 2020 kreeg de gemeente het voorterrein in handen en verhuisde Houthandel Scheijmans naar het bedrijventerrein Kampershoek.
Op de voorhof van het kasteel werd op 5 juni 2022 een standbeeld van Philips van Horne geplaatst.
Aerwinkel · Kasteel Afferden · Aldt Huys · Aldenborgh · Kasteel Aldenghoor · Aldenhoven · Alte Burg · Kasteel Amstenrade · Slot Annendael · Kasteel Arcen · Baersdonck · Bakvliet · Baronsberg · Baxhof · Beegden ·  Benzenrade · Kasteel De Berckt · Kasteel Bethlehem · Beusdaelshof · Binsfeld · Huis Blankenberg · Kasteel Bleijenbeek · Blitterswijck · Boerlo · Bolberg · Bollenberg · Kasteel De Bongard · Borggraaf · Kasteel d'Erp · Kasteel Borggraaf · Kasteel Borgharen · Kasteel Born · Huis Bree · Breust · Kasteel Broekhuizen · Broekhuizen · Gracht Burggraaf · Kasteel De Burght · Kasteel Cartils · Cloppenburg (Oost-Maarland) · Kasteel Cortenbach · Huis De Dael · Dammerscheid · Kasteel De Bockenhof · De Donck (Sevenum) · De Donck (Swolgen) · De Dorth ·  Huis ten Dijcken · Kasteel Doenrade · De Doom · Douve · Douvenrade · De Dries · Kasteel Erenstein · Kasteel Eijsden · Eijsden · Einrade · Kasteel Elsloo · Ensenbroek · Eperhuis · Etzenraderhuuske · Exaten · Kasteel Eijckholt · Kasteel Eyckholt · Eys · Gastendonck · Kasteel Genbroek · Gebroken Slot · Kasteel Geijsteren · Kasteel Op Genhoes · Kasteel Genhoes · Genneperhuis · Kasteel Het Geudje · Kasteel Geulle · Kasteel Geusselt · Geijsteren · Gen Heck · Ghoor · Kasteel Goedenraad · Kasteel Grasbroek · Kasteel Groenendaal · Groethof · Groot Paarlo · Kasteel van Gronsveld · De Gun ·Kasteel Haeren · Kasteel Den Halder · Heerlaer · Heeze · Heijen · 's-Herenanstel · Kasteel Hillenraad · Kasteel Hoensbroek · Hoenshuis · Holstrate · Holtmühle · Huize Holtum · Kasteel Horn · De Horst · Huys ter Horst · Ten Hove (Grathem) · Ten Hove (Panningen) · Huis Brias · Huis Darth ·  Kasteel Hurpesch · Kasteel Sint-Jansgeleen · Kasteel Jerusalem · Kasteel Kaldenbroek · Den Kamp · Kasteel Karsveld · Kasteel Keverberg · Klein Paarlo · Klimmender Huuske · De Kolck · Koppelberg · Laar · Landsfort · Kasteel Lemiers · Kasteelruïne Lichtenberg · Kasteel Limbricht · Lonesteyn · Huize Lovendael · Mazenburg · Kasteel van Meerlo · Kasteel Meerssenhoven · Meezenbroek · Kasteel van Mheer · Middelaar · Kasteel Millen · Kasteel Montfort · Movert · Mulrode · De Munt · Château Neercanne · Kasteel Neubourg · Nienghoor · Huis Nierhoven · Kasteel Nieuwenbroeck · Nije Huys · Kasteel Nijenborgh · Kasteel Nijswiller · Nijthuysen · Kasteel Obbicht · Oedenrade · Kasteel Ooijen · Kasteel Oost (Valkenburg) · Kasteel Oost (Oost-Maarland) · Kasteel Ouborg · Overen · Kasteel Passarts-Nieuwenhagen · Prickenis · Prinsenhof · Puth · De Putting · Raath · De Raay · Ravenhof · Kasteel Reijmersbeek · Kasteel van Rijckholt · Kasteel Rivieren · Rodenbroek · Rosendaal · Kasteel Schaesberg · Kasteel Schaloen · Te Scharen · Schenkenburg · Kasteel Scheres · De Spijker (Geijsteren) · De Spijker (Leeuwen) · Huis Severen · Sibberhuuske · Château St. Gerlach · Spraland · Huis De Spyker · Huize Stalberg · Stalberg (Wellerlooi) · De Steeg · Kasteel Stein · Steinhagen · Steenen Huis · Stoel van Swentibold · Strijthagen (Landgraaf) · Strijthagen (Welten) · Struyver · Kasteel Terborgh · Terlinden (Wijnandsrade) · Terveurdt · Ter Weyer · Kasteel Ter Worm · De Tombe · Huis De Torentjes · Triest · Trippaert · Kasteel Vaalsbroek · Kasteel Vaeshartelt · Valkenburg · Vliek · De Vroenhof · Vrijburg · Kasteel Wambach · Warenberg · Well · Weyershof ·  Wijlre · Kasteel Wijnandsrade · Wijnandsrade · Wijnantshof · Wissegracht · Huize Witham · Kasteel Wittem · Wolfrath · Wylre